# Кремінна (Польща)
Кремінна (пол. Krzemienna) — село в гміні Дидня, Березівський повіт, Підкарпатське воєводство, Польща. Населення — 429 осіб (2011).

## Розташування
Розташоване приблизно за 4 км на схід від адміністративного центру гміни села Дидня, за 14 км на схід від повітового центру Березова і за 40 км на південь від центру воєводства Ряшева, на лівому березі Сяну.

## Історія
Село вперше згадується 1430 року.
В 1867 р. була збудована греко-католицька парафіяльна дерев’яна церква Введення Пресвятої Богородиці, парафія входила до Бірчанського деканату Перемишльської єпархії. Однак у 1880-1889 рр. креміняни масово перейшли на латинський обряд.
У 1883 р. в селі було 445 мешканців (349 римо-католиків, 80 греко-католиків і 16 юдеїв).
У міжвоєнний період село належало до Березівського повіту Львівського воєводства.
У 1975-1998 роках село належало до Кросненського воєводства.

## Демографія
Демографічна структура станом на 31 березня 2011 року:
|          | Загалом | Допрацездатний вік | Працездатний вік | Постпрацездатний вік |
| -------- | ------- | ------------------ | ---------------- | -------------------- |
| Чоловіки | 210     | 42                 | 136              | 32                   |
| Жінки    | 219     | 41                 | 125              | 53                   |
| Разом    | 429     | 83                 | 261              | 85                   |

## Пам’ятки
- Дерев’яна церква Введення Пресвятої Богородиці (тепер — костел).
- Панський двір.
- Парк.